# Stadtentwicklungspläne Münchens
Stadtentwicklungspläne sind informelle, mittel- bis langfristige thematisch umfassende Entwicklungskonzepte einer Gemeinde, die über die Möglichkeiten der formellen Bauleitplanung hinausgehen. Diese haben in München eine lange Tradition.

## Geschichte
Der Generalbebauungsplan 1892 bis 1904 von Theodor Fischer ist ein Staffelbauplan, der den Stadtraum in Stadtteile mit Stadtteilzentren gliederte. Er war bis 1979 städtebauliches Leitbild von München. Die im Zentrum dichte Bauweise geht nach außen hin in eine zunehmend lockere Bebauung von Gartenstädten über.
Der Architekt Karl Meitinger verfasste 1946 die Schrift Das neue München, einen Leitfaden für den Wiederaufbau der im Zweiten Weltkrieg stark zerstörten Stadt. In dem Plan klingt die Vorstellung von einer autogerechten Stadt an. Durch die Anlage breiter Ring- und Radialstraßen sollte der gestaffelte Stadtraum um eine moderne Verkehrserschließung ergänzt werden.

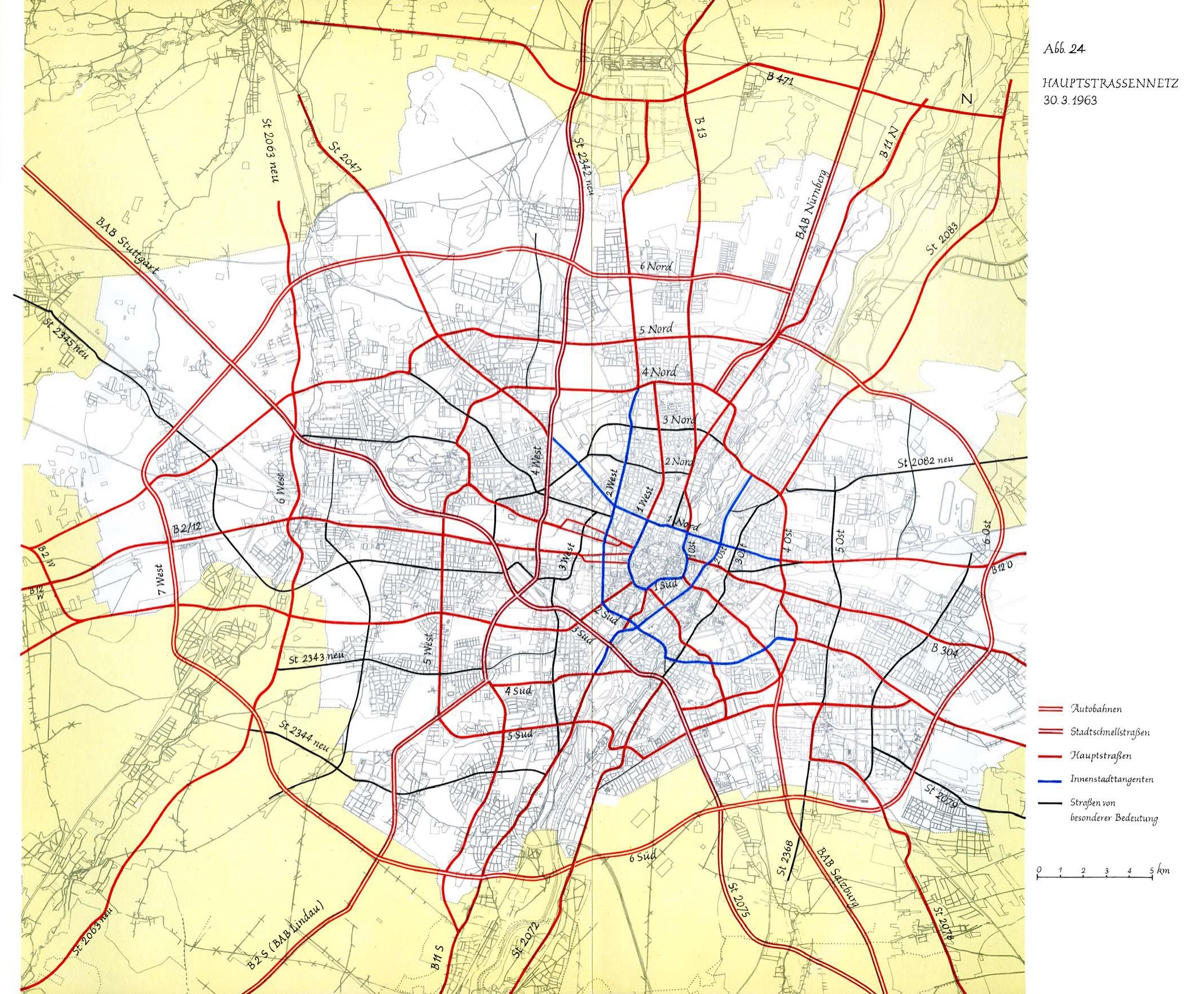
Münchner Hauptstraßennetzplan 1963

Der Stadtentwicklungsplan von 1963 sah den Ausbau der Verkehrssysteme für S-Bahn und U-Bahn und die Expansion der Stadtentwicklung in die Region vor. Schon Karl Meitinger hatte das Konzept eines Mittleren und Äußeren Rings entworfen. Als Zubringer zum Autobahnring sollten auch zwei die Stadt querende, kreuzungsfreie Schnellstraßen dienen. Diese querenden Schnellstraßen wurden jedoch wegen heftigen Widerstandes in der Bevölkerung nicht verwirklicht.
Ein zweiter Stadtentwicklungsplan von 1975 beruhte auf der Erkenntnis, dass auch für München die Zeit des grenzenlosen Wachstums vorüber war. Als Kontrapunkt zur „Entlastungsstadt“ Neuperlach von 1967 wurde eine „Stadt im Gleichgewicht“ mit dezentralen Unterzentren gefordert. Heruntergekommene Stadtteile wurden saniert.
Ein dritter Stadtentwicklungsplan von 1983 umfasste ein Wohnbeschaffungsprogramm, eine Verkehrsberuhigung durch weniger Straßenbau und mehr öffentlichen Nahverkehr, ein Kanalbauprogramm zum Umweltschutz, sowie die Sicherung der Versorgung Münchens mittels umweltschonender Energie.
Oberbürgermeister Georg Kronawitter prägte in seiner zweiten und dritten Amtszeit von 1984 bis 1993 das Bild von der Stadt München als einem überhitzten „Dampfkessel“ und forderte ein Ende des grenzenlosen Wachstums. Unter seinem Nachfolger Christian Ude wurde 1998 die „Perspektive München“ als „Ausdruck einer neuen Planungskultur“ verabschiedet. Ein Dialog mit allen betroffenen Akteuren, Grundstückseigentümern, Immobilienentwicklern, Architekten, Planern und zukünftigen Bewohnern wurde angestoßen, um eine „langfristige Siedlungsentwicklung“ zu gewährleisten.
Die Stadtbaurätin Elisabeth Merk entwickelte 2017 in ihrer „Perspektive München“ Pläne für neue Wachstumsachsen nach Norden und Osten mit entsprechenden städtebaulichen Entwicklungsmaßnahmen sowie die Forderung nach Beibehaltung der Münchner Grüngürtel.
Der neueste Stadtentwicklungsplan von 2020 beinhaltet folgende detaillierte Forderungen: Parkmeilen, mehr Bäume, eine klimatische Struktur, neue U-Bahnen, S-Bahnen und Trambahnen, Radschnellwege, Fahrradparkanlagen, Park-&-Ride-Stationen am Stadtrand,  sowie eine autofreie Altstadt. Mehrtägige Workshops mit 100 zufällig ausgewählten Bürgern und ein enger Kontakt mit Umlandgemeinden sollen der notwendigen kommunikativen Vernetzung dienen.

## Belege
1. 1 2 3 4  Süddeutsche Zeitung: Wachstum nach Plan. Abgerufen am 14. August 2021.
2. 1 2 3  Landeshauptstadt München Redaktion: Dokumente. Abgerufen am 14. August 2021.
3. ↑  Georg-Friedrich Koppen: München – ein planerisches Erfolgsmodell mit Schattenseiten. Verlag der ARL – Akademie für Raumentwicklung in der Leibniz-Gemeinschaft, Hannover 2020, ISBN 978-3-88838-099-0, S. 310 (econstor.eu [abgerufen am 14. August 2021]).
4. ↑  Süddeutsche Zeitung: „Highway“-Fieber im Wirtschaftswunderland. Abgerufen am 14. August 2021.
5. ↑  Süddeutsche Zeitung: Der Sprung nach vorn. Abgerufen am 14. August 2021.
6. ↑  Süddeutsche Zeitung: Bis an die Grenzen. Abgerufen am 14. August 2021.
7. ↑  Thomas Anlauf: Stadtplanung: Visionen für das München der Zukunft. Abgerufen am 14. August 2021.